# Faktorkosten
Faktorkosten sind in der Volkswirtschaftslehre Kosten auf dem Faktormarkt, welche durch die Nachfrager nach Produktionsfaktoren zu tragen sind.

## Allgemeines
Faktorkosten ist die Abkürzung von Produktionsfaktorkosten. Sie sind der Teil des Bruttosozialprodukts, der von denjenigen Wirtschaftssubjekten zu tragen ist, die Produktionsfaktoren nachfragen, welche an der Entstehung des Sozialproduktes beteiligt sind. In der Volkswirtschaftslehre gibt es die Produktionsfaktoren Arbeit, Boden, Kapital und Unternehmerleistung. Ihr Preis heißt Arbeitslohn, Bodenrente (Miete oder Pacht), Zins und Unternehmerlohn. Diese Preise stellen Kosten (Faktorkosten) für diejenigen Marktteilnehmer dar, die Produktionsfaktoren nachfragen. Die entsprechenden Kosten heißen in der Betriebswirtschaftslehre Personalkosten, Miet-/Pachtaufwand sowie Anschaffungskosten für Immobilien und Zinsaufwand. Die Preise fließen an diejenigen Wirtschaftssubjekte, die sich durch den Einsatz von Produktionsfaktoren an der Entstehung des Bruttosozialproduktes beteiligt haben (Faktoreinkommen, Faktorertrag). Das Faktoreinkommen setzt sich entsprechend aus Arbeitseinkommen, Miet-/Pachtzinseinkommen, Kapitalerträgen und Gewinnen zusammen.

## Produktionsfaktoren
Den Produktionsfaktoren werden folgende Faktorkosten und Faktoreinkommen zugeordnet:
| Produktionsfaktor | Faktorpreis | Faktorkosten       | Faktoreinkommen                      |
| ----------------- | ----------- | ------------------ | ------------------------------------ |
| Arbeit            | Arbeitslohn | Arbeitskosten      | Arbeitseinkommen                     |
| Boden             | Bodenpreis  | Anschaffungskosten | Bodenrente, Miet-/Pachtzinseinkommen |
| Kapital           | Zins        | Kapitalkosten      | Kapitalertrag                        |

Für den Nutzer der Produktionsfaktoren entsteht Aufwand, für den Bereitsteller entsprechender Ertrag.

## Volkswirtschaftliche Gesamtrechnung
In der volkswirtschaftlichen Gesamtrechnung werden das „Netto-Inlandsprodukt zu Faktorkosten“ (Nettowertschöpfung) und das „Netto-Sozialprodukt zu Faktorkosten“ (Volkseinkommen) unterschieden. Die Nettowertschöpfung ergibt sich aus der Bruttowertschöpfung abzüglich Abschreibungen, sie wird auch als Nettoinlandsprodukt zu Faktorkosten bezeichnet. Das Faktoreinkommen ist die Summe aus Löhnen/Gehältern, Gewinnen, Zinserträgen, Mieten und Pachten sowie Unternehmerlöhnen. Das Netto-Sozialprodukt zu Marktpreisen und das Netto-Sozialprodukt zu Faktorkosten unterscheiden sich voneinander durch die indirekten Steuern und Subventionen, die in letzterem nicht enthalten sind. Der Unterschied zwischen Faktorkosten {\displaystyle F} und Marktpreisen {\displaystyle M} entsteht durch indirekte Steuern {\displaystyle T_{i}}, die in den Marktpreisen enthalten sind, und durch Subventionen {\displaystyle S}, die in den Faktorkosten enthalten sind, nicht jedoch in den Marktpreisen.
{\displaystyle M=F+T_{i}-S}.
Steigen die Faktorkosten oder sinken die Subventionen, müssen sich die Marktpreise erhöhen.
Das Volkseinkommen entspricht in der Verteilungsrechnung der Summe aller Faktoreinkommen.